# Galen Weston

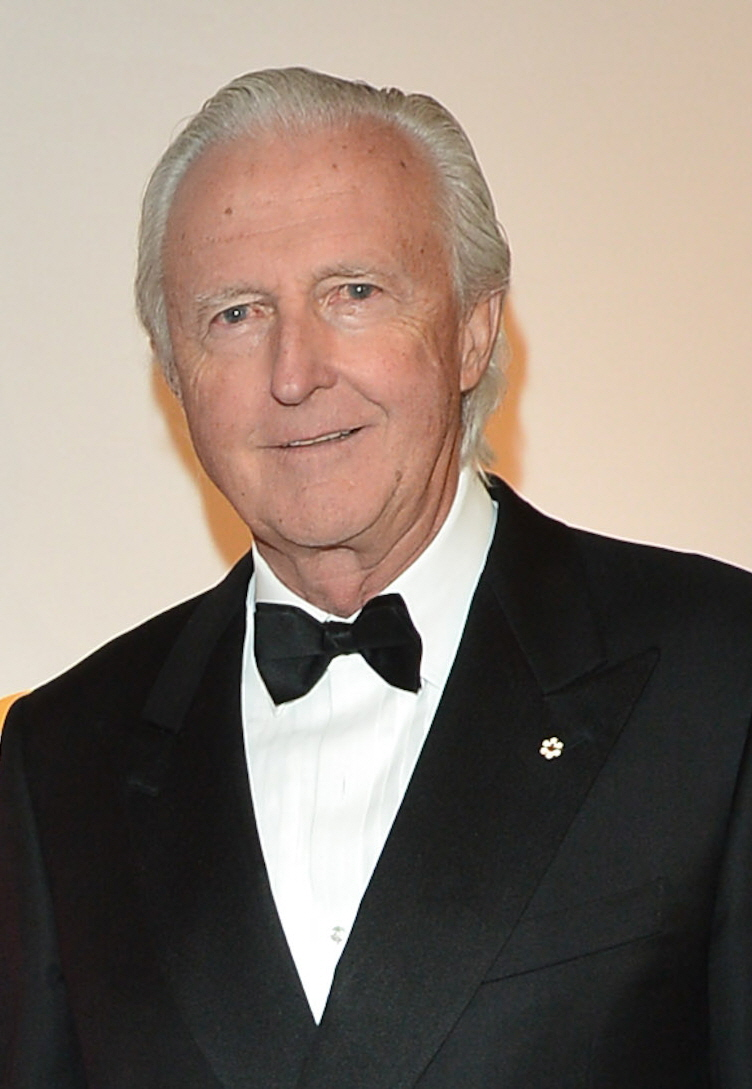
Galen Weston 2013

Willard Gordon Galen Weston OC, CVO, OOnt (* 29. Oktober 1940 in Marlow, England; † 12. April 2021 in Toronto, Kanada) war ein kanadischer Unternehmer.

## Leben
Sein Vater war der kanadische Unternehmer Willard Garfield Weston. Weston studierte an der University of Western Ontario. Er leitete das kanadische Unternehmen George Weston Limited, das sein Großvater George Weston gründete. Seit 2003 gehörte Weston auch die britische Kaufhauskette Selfridges. Nach Angaben des US-amerikanischen Forbes Magazine gehörte Weston zu den reichsten Kanadiern. Weston war verheiratet und hatte zwei Kinder. Er lebte mit seiner Familie in Toronto.